# X-COM
X-COM è una serie di videogiochi sviluppati da Mythos Games (fino al 2012) e Firaxis Games (dal 2012) e pubblicati da MicroProse Games (fino al 2012) e 2K Games (dal 2012).
Inizialmente costituita da strategici a turni, a partire dal 1998 ha abbracciato anche titoli appartenenti ad altri generi, come simulatori di volo e sparatutto in prima persona.

## Storia
Il primo capitolo UFO: Enemy Unknown fu scritto da un team guidato da Julian Gollop. La Microprose aveva ammirato il lavoro dei fratelli Gollop, ma voleva qualcosa di "più grande". Dopo il successo di UFO: Enemy Unknown, i fratelli Gollop si misero subito a lavorare su X-COM: Apocalypse, che poi divenne il terzo della serie quando fu pubblicato nel 1997. La Microprose affidò subito ad un team interno la creazione del seguito X-COM: Terror from the Deep. Tutti i titoli vennero sviluppati per PC IBM compatibili, con alcuni porting di poco successo per PlayStation e Amiga. I primi tre titoli furono sviluppati originariamente per girare sotto MS-DOS, e successivamente sono stati portati sotto Microsoft Windows usando DirectX. UFO:Enemy Unknown fu il videogioco best seller del 1995.

Sebbene non sia mai stata realizzata alcuna espansione per Enemy Unknown, il gioco ebbe diversi sequel: X-COM: Terror from the Deep fu il primo seguito di X-COM, e fu sviluppato internamente da Microprose. X-COM: Apocalypse era un nuovo gioco, sviluppato dai fratelli Gollop, ambientato in una singola città, piuttosto che sull'intero pianeta. Presentava caratteristiche di gioco simili ai giochi precedenti, anche se con combattimento sia a turni che in tempo reale. Questo è stato l'ultimo gioco della X-COM sviluppato dai Gollop. X-COM: Interceptor era un simulatore di volo ambientato nello spazio con alcuni elementi di strategia e ricerca di UFO. X-COM: Enforcer  è uno sparatutto in terza persona con caratteristiche di gioco molto differenti dal resto della serie. X-COM: Genesis, pianificato per essere la rinascita delle radici da gioco di strategia della serie, fu cominciato nel 1999, ma annullato da Hasbro Interactive nello stesso anno. Dopo la pubblicazione di Interceptor, la Hasbro Interactive acquistò la Microprose e acquisì il marchio X-COM.
La Hasbro vendette tutta la proprietà intellettuale della Hasbro Interacive alla Infogrames (ora Atari) quando chiuse gli studi. Nel 2005, Take Two Interactive acquisì i diritti della serie X-COM da Atari.
Nel maggio del 2007, un rappresentante della 2K Games (una società controllata da Take Two Interactive ) dichiarò sul forum di Steam che avevano ereditato il marchio X-COM. Successivamente, la 2K Games ridistribuì X-COM: Terror from the Deep su Steam.
Il rappresentante affermò che la ridistribuzione di Enemy Unknown e Apocalypse sarebbe potuta essere possibile ed il 4 settembre 2008 sono stati resi disponibili per l'acquisto. Inoltre nel 2010 2K Games ha annunciato la lavorazione su un FPS remake della serie da parte di 2K Marin, inizialmente chiamato semplicemente XCOM ma, in seguito, si trasformò in The Bureau: XCOM Declassified, uno sparatutto con alcuni elementi tattici ripresi dalla serie, pubblicato poi nel 2013.
Nell'autunno del 2012 2K Games e la Firaxis Games hanno pubblicato XCOM: Enemy Unknown, il primo episodio di un vero e proprio reboot della serie originale. Il nuovo gioco mantiene il sistema di gioco a turni, Geoscape e Battlescape e ripropone in chiave aggiornata alcuni degli elementi caratteristici della serie di Microprose. Il gioco è disponibile per PC, Playstation 3, Xbox 360, IOS e Android. Del gioco è stata realizzata anche un'espansione chiamata XCOM: Enemy Within, che aggiunge elementi di gameplay e nuove tematiche sull'ibridazione tra esseri umani, alieni e macchine.
Il primo giugno 2015 è stato annunciato XCOM 2, il seguito di Enemy Unknown. L'impostazione del gioco è simile al predecessore con la sola differenza che gli alieni sono gli attuali padroni della terra e a noi spetta il ruolo di ribelli.

## Caratteristiche
La premessa della serie è abbastanza semplice e diretta, con poche variazioni da un capitolo all'altro: eserciti di alieni ostili hanno cominciato ad invadere la Terra, uccidendo e schiavizzando la razza umana. La messinscena e le rifiniture del gioco rispecchiano da vicino quelle della serie classica della BBC UFO. In tutti i giochi, il giocatore è messo a comando della "X-COM", l'Unità di Combattimento Extraterrestre, difendendo le nazioni dalla invasione nemica. Qualsiasi nazione può ritirarsi, se il servizio della X-COM è ritenuto non soddisfacente o se il governo della nazione è stato infiltrato dagli invasori. Attraverso la ricerca sugli artefatti alieni recuperati, la X-COM è in grado di sviluppare armi migliori e più potenti, armature più resistenti e veicoli più veloci per combattere la minaccia aliena ed eventualmente scoprirne la vera natura.
Il gioco prende luogo in due visuali principali: il Geoscape e il Battlescape, una dicotomia che è il marchio di fabbrica dell'intera serie. Il Geoscape consiste di una vista globale della Terra dallo spazio. Il giocatore può visionare le basi X-COM (situate in vari luoghi della Terra), modificarle, equipaggiare i velivoli X-COM, ordinare rifornimenti e personale, dirigere gli sforzi della ricerca, pianificare la manifattura di equipaggiamenti avanzati e vendere gli artefatti alieni per aumentare il capitale. Il Geoscape è continuo e non a turni. Il gioco passa alla visuale in proiezione isometrica di combattimento del Battlescape quando il personale X-COM viene in contatto con le unità aliene. Ciò può risultare dall'investigazione di velivoli nemici abbattuti, dal combattere le attività terroristiche aliene o dall'attaccare le basi aliene scoperte durante il gioco. Gli alieni possono essere incontrati anche se riescono ad attaccare e ad infiltrarsi in una delle basi X-COM.
Nella visuale del Battlescape, i combattenti X-COM sono posti contro i nemici alieni. In aggiunta al personale, il giocatore può avere dei veicoli come le "piattaforme per armamenti pesanti", fornite di potenti cannoni laser o lanciamissili multipli. Questa modalità è a turni e ogni combattente ha un certo numero di "unità di tempo" che possono essere spese ogni turno. Finite tutte le unità di tempo per ogni personaggio o quando esse non bastano più, si passa il turno alla fazione nemica che provvederà all'attacco degli operativi X-COM o dei vari civili presenti sul campo di battaglia. Quando tutte le forze aliene sono state neutralizzate, alla missione viene dato un punteggio in base al numero di unità X-COM uccise, civili salvati, alieni uccisi o catturati e al numero di artefatti alieni ottenuti.

## Videogiochi
| Anno | Videogioco                    | Piattaforma/e                    |
| ---- | ----------------------------- | -------------------------------- |
| 1993 | UFO: Enemy Unknown            | Windows                          |
| 1995 | X-COM: Terror from the Deep   | Windows, PlayStation             |
| 1997 | X-COM: Apocalypse             | Windows                          |
| 1998 | X-COM: Interceptor            | Windows                          |
| 1999 | X-COM: First Alien Invasion   | Windows                          |
| 2001 | X-COM: Enforcer               | Windows                          |
| 2012 | XCOM: Enemy Unknown           | Windows, PlayStation 3, Xbox 360 |
| 2013 | The Bureau: XCOM Declassified | Windows, PlayStation 3, Xbox 360 |
| 2016 | XCOM 2                        | Windows, PlayStation 4, Xbox One |
| 2020 | XCOM: Chimera Squad           | Windows                          |

## Riconoscimenti
Nel 1996 UFO: Enemy Unknown fu inserito al ventiduesimo posto nella classifica dei migliori videogiochi per PC da Computer Gaming World.
Nel 2007 UFO: Enemy Unknow fu nominato come miglior videogioco per PC di tutti i tempi da IGN.